# Équipe NFL de la décennie 2010
L' Équipe NFL de la décennie 2000 est l'équipe type composée, pour chaque poste, des meilleurs joueurs (et entraîneurs) ayant officié en National Football League durant les années 2010  (saisons NFL 2010 à 2019). 
Cette équipe est désignée par les votants du Pro Football Hall of Fame de la NFL. La sélection est constituée des première et deuxième équipes tant en attaque, qu'en défense et en équipes spéciales. Seule la performance d'un joueur ou d'un entraîneur dans les années 2010 est utilisée comme critère de vote.
La sélection complète a été dévoilée le 6 avril 2020.

## Attaque
| Position         | Joueur            | Équipe(s) NFL                        | Hall of Fame ?    |
| ---------------- | ----------------- | ------------------------------------ | ----------------- |
| Quarterback      | Tom Brady ~       | Patriots                             | éligible dès 2027 |
| Quarterback      | Aaron Rodgers     | Packers                              | toujours actif    |
| Running back     | Frank Gore        | 49ers, Colts, Dolphins, Bills        | éligible dès 2026 |
| Running back     | LeSean McCoy      | Eagles, Bills, Chiefs                | éligible dès 2026 |
| Running back     | Marshawn Lynch    | Bills, Seahawks, Raiders             | éligible dès 2025 |
| Running back     | Adrian Peterson ~ | Vikings, Saints, Cardinals, Redskins | toujours actif    |
| Fullback         | Darren Sproles    | Chargers, Saints, Eagles             | éligible dès 2025 |
| Wide receiver    | Antonio Brown     | Steelers, Patriots                   | toujours actif    |
| Wide receiver    | Larry Fitzgerald  | Cardinals                            | éligible dès 2026 |
| Wide receiver    | Calvin Johnson    | Lions                                | intronisé en 2021 |
| Wide receiver    | Julio Jones       | Falcons                              | toujours actif    |
| Tight end        | Rob Gronkowski    | Patriots                             | toujours actif    |
| Tight end        | Travis Kelce      | Chiefs                               | toujours actif    |
| Offensive tackle | Jason Peters      | Eagles                               | toujours actif    |
| Offensive tackle | Tyron Smith       | Cowboys                              | toujours actif    |
| Offensive tackle | Joe Staley        | 49ers                                | éligible dès 2025 |
| Offensive tackle | Joe Thomas ~      | Browns                               | éligible dès 2023 |
| Offensive guard  | Jahri Evans       | Saints, Packers                      | éligible dès 2023 |
| Offensive guard  | Logan Mankins     | Patriots, Buccaneers                 | non éligible      |
| Offensive guard  | Zack Martin       | Cowboys                              | toujours actif    |
| Offensive guard  | Marshal Yanda ~   | Ravens                               | éligible dès 2025 |
| Centre           | Alex Mack         | Browns, Falcons                      | toujours actif    |
| Centre           | Maurkice Pouncey  | Steelers                             | éligible dès 2026 |

Légende : ~ signifie sélectionné à l'unanimité

## Défense
| Position         | Joueur           | Équipe(s) NFL                        | Hall of Fame ?    |
| ---------------- | ---------------- | ------------------------------------ | ----------------- |
| Defensive end    | Calais Campbell  | Cardinals, Jaguars                   | toujours actif    |
| Defensive end    | Cameron Jordan   | Saints                               | toujours actif    |
| Defensive end    | Julius Peppers   | Bears, Packers, Panthers             | éligible dès 2024 |
| Defensive end    | J. J. Watt ~     | Texans                               | toujours actif    |
| Defensive tackle | Geno Atkins      | Bengals                              | toujours actif    |
| Defensive tackle | Fletcher Cox     | Eagles                               | toujours actif    |
| Defensive tackle | Aaron Donald ~   | St. Louis/LA Rams                    | toujours actif    |
| Defensive tackle | Ndamukong Suh    | Lions, Dolphins, LA Rams, Buccaneers | toujours actif    |
| Linebacker       | Chandler Jones   | Patriots, Cardinals                  | toujours actif    |
| Linebacker       | Luke Kuechly     | Panthers                             | éligible dès 2025 |
| Linebacker       | Khalil Mack      | Raiders, Bears                       | toujours actif    |
| Linebacker       | Von Miller ~     | Broncos                              | toujours actif    |
| Linebacker       | Bobby Wagner     | Seahawks                             | toujours actif    |
| Linebacker       | Patrick Willis   | 49ers                                | non éligible      |
| Cornerback       | Patrick Peterson | Cardinals                            | toujours actif    |
| Cornerback       | Darrelle Revis   | Jets, Buccaneers, Patriots, Chiefs   | éligible en 2023  |
| Cornerback       | Richard Sherman  | Seahawks, 49ers                      | toujours actif    |
| Defensive back   | Chris Harris Jr. | Broncos, Chargers                    | toujours actif    |
| Defensive back   | Tyrann Mathieu   | Cardinals, Texans, Chiefs            | toujours actif    |
| Safety           | Eric Berry       | Chiefs                               | éligible dès 2023 |
| Safety           | Earl Thomas      | Seahawks, Ravens                     | éligible dès 2025 |
| Safety           | Eric Weddle      | Chargers, Ravens, LA Rams            | éligible dès 2027 |

Légende : ~ signifie sélectionné à l'unanimité

## Équipes spéciales
| Position      | Joueur                | Équipe(s) NFL                          | Hall of Fame ?    |
| ------------- | --------------------- | -------------------------------------- | ----------------- |
| Kicker        | Stephen Gostkowski    | Patriots                               | éligible dès 2026 |
| Kicker        | Justin Tucker ~       | Ravens                                 | toujours actif    |
| Punter        | Johnny Hekker         | St. Louis/LA Rams                      | toujours actif    |
| Punter        | Shane Lechler         | Raiders, Texans                        | éligible dès 2023 |
| Kick returner | Devin Hester          | Bears, Falcons, Ravens, Seahawks       | non éligible      |
| Kick returner | Cordarrelle Patterson | Vikings, Raiders, Patriots, Bears      | toujours actif    |
| Punt returner | Tyreek Hill           | Chiefs                                 | toujours actif    |
| Punt returner | Darren Sproles        | Chargers de San Diego , Saints, Eagles | éligible dès 2025 |

Légende : ~ signifie sélectionné à l'unanimité

## Entraîneurs
| Position             | Nom            | Équipe(s) NFL | Hall of Fame ? |
| -------------------- | -------------- | ------------- | -------------- |
| Entraîneur principal | Bill Belichick | Patriots      | toujours actif |
| Entraîneur principal | Pete Carroll   | Seahawks      | toujours actif |